# José Alejandro Méndez
José Alejandro Méndez (Mendoza, Argentina; 28 de marzo de 1993) es un futbolista argentino. Juega de delantero en Club Atlético Racing que participa la Primera Nacional

## Trayectoria
Debutó en Jorge Newbery de Villa Mercedes en 2014 donde mostró buenas habilidades técnicas.
En 2015 firma para Independiente Rivadavia donde disputó la Primera B Nacional. 
A principios de 2016 es fichado por Atlético Tucumán donde juega su primer partido contra Racing Club, su segundo partido fue ante Union de Santa Fe donde reemplazo a Leandro Gonzalez y asistió a Cristian Menéndez para que estableciera el 2-0 a favor del decano. Anotó su primer gol en el equipo tucumano en la fecha 15 del campeonato argentino 2016/17 frente a Sarmiento de Junín luego de un pase del Pulga Rodríguez en la victoria a favor -1. Dejaría el club tucumano a mediados de 2017.
Luego de su paso por el Decano, volvería a Independiente Rivadavia donde jugó 24 partidos e hizo 4 goles. Firmaría para Tampico Madero de México por un año donde disputó 23 partidos y anotó 2 goles. En 2019 retornaría a su país natal para jugar en Almagro jugando 17 partidos anotando 1 gol. 
En 2020 llegaría al Deportivo Maipú, conseguiría el ascenso a la Primera Nacional y donde disputó 21 partidos y marcó 2 anotaciones. A mediados de 2021 pasaría a Huracán Las Heras donde disputó en el Torneo Federal A 17 partidos, anotando 3 goles.
En 2022 estaría en Chacarita Juniors donde jugaría 20 partidos sin anotar goles. Para la temporada 2023 ficha para Racing de Córdoba de la Primera Nacional, el cual tiene 17 partidos jugados con 2 goles.

## Clubes
| Club                    | País                | Año                 | PJ  | Goles |
| ----------------------- | ------------------- | ------------------- | --- | ----- |
| Jorge Newbery           | Argentina           | 2014                | 17  | 4     |
| Independiente Rivadavia | Argentina           | 2015                | 36  | 3     |
| Atlético Tucumán        | Argentina           | 2016-2017           | 21  | 1     |
| Independiente Rivadavia | Argentina           | 2017-2018           | 21  | 4     |
| Tampico Madero          | México              | 2018-2019           | 23  | 2     |
| Almagro                 | Argentina           | 2019-2020           | 16  | 1     |
| Deportivo Maipú         | Argentina           | 2020-2021           | 21  | 2     |
| Huracán Las Heras       | Argentina           | 2021                | 18  | 3     |
| Chacarita Juniors       | Argentina           | 2022                | 20  | 0     |
| Racing de Córdoba       | Argentina           | 2023-2024           | 25  | 4     |
| Deportivo Riestra       | Argentina           | 2023-2024           | 10  | 0     |
| Racing de Córdoba       | Argentina           | 2023-2024           | 9   | 2     |
| Total en su carrera     | Total en su carrera | Total en su carrera | 229 | 26    |